# Wilhelm Edlind
Wilhelm Rudolf Edlind, född 18 april 1849 i Gamleby socken, död 7 september 1925 i Stockholm, var en svensk sjökapten och märkesprofil inom bärgningsväsendet.
Wilhelm Edlind var son till färgerifabrikören Carl August Edlind. Han gjorde 1864–1866 en rad sjöresor som jungman, gick efter styrmansexamen åter till sjöss och seglade som lättmatros och matros på brittiska och amerikanska fartyg. 1871 räddade sig Edlind med knapp nöd vid förlisning vid Kaliforniens kust och seglade därefter åter på fjärran farvatten där han avancerade till andre och förste styrman. 1874 avlade han sjökaptens- och ångbåtsbefälhavarexamen i Stockholm och tjänstgjorde 1874–1876 som förste styrman på en stockholmssångare. 1876 trädde Edlind i tjänst hos Bärgnings- och dykeriaktiebolaget Neptun, tjänstgjorde som befälhavare på dess fartyg 1877–1887 och 1900–1902. Han var Neptunbolagets VD 1924–1925 och styrelseledamot där. Under sin långa tid hos Neptunbolaget ledde han ett stort antal kända bärgningsarbeten, bland annat bärgningen av Monitoren Tordön i Söderköpings skärgård 1883, bärgningen av det brittiska pansarskeppet Howe utanför Ferrol 1892–1893 (vilket föranledde att Edlind förärades brittisk knightvärdighet), ångartyget Bore I i Stockholms norra skärgård 1900–1901, den brittiska ubåten A1 i Engelska kanalen 1904, den svenska jagaren Wale i Stockholms norra skärgård 1907 och pansarskeppet Tapperheten utanför Sandhamn 1914. Edlind var från 1906 ordförande i Sjökaptenssocieteten och tillhörde under många år borgerskapets femtio äldste i Stockholm. Han är begravd på Norra begravningsplatsen utanför Stockholm.